# Tafamidis
Tafamidis (Handelsname Vyndaqel; Hersteller Pfizer) ist ein Arzneistoff aus der Gruppe der pharmakologischen Chaperone, der in der Behandlung der Transthyretin-Amyloidose (ATTR) eingesetzt wird, um das Fortschreiten der Erkrankung zu verzögern. Tafamidis stabilisiert das Protein Transthyretin und verlangsamt dadurch die Entstehung von Amyloiden, deren Ablagerung im Gewebe für die krankheitsbedingten Folgeschäden verantwortlich ist. In der EU ist Tafamidis zugelassen zur Behandlung der ATTR mit Kardiomyopathie (ATTR-CM) oder mit Polyneuropathie (ATTR-PN). Es kann sowohl bei genetisch bedingten Formen der ATTR wie der familiären Amyloidpolyneuropathie Typ I als auch bei Wildtyp-ATTR eingesetzt werden.
Tafamidis ist ein Orphan-Arzneimittel, d. h. ein Arzneimittel gegen eine seltene Erkrankung. Als Transthyretin-Stabilisator gilt es als First-in-class-Medikament in der Behandlung der ATTR-CM.

## Klinische Angaben

### Anwendungsgebiete
Tafamidis ist in zwei verschiedenen Dosierungen und galenischen Formen zur Behandlung von zwei separaten Formen der ATTR zugelassen:
- In der Formulierung als freie Säure in einer Dosierung von 61 mg je Kapsel ist Tafamidis in der EU zugelassen zur Behandlung der Transthyretin-Amyloidose bei erwachsenen Patienten mit Kardiomyopathie (ATTR-CM).[3]
- In der Formulierung als Tafamidis-Meglumin, d. h. als Meglumin-Salz, ist Tafamidis in einer Dosierung von 20 mg Tafamidis-Meglumin je Kapsel in der EU zugelassen zur Behandlung der Transthyretin-Amyloidose bei erwachsenen Patienten mit symptomatischer Polyneuropathie (ATTR-PN) im Stadium 1, um die Einschränkung der peripheren neurologischen Funktionsfähigkeit zu verzögern.[2]

Tafamidis als freie Säure und Tafamidis-Meglumin sind nicht ohne weiteres gegeneinander austauschbar. Eine Kapsel mit 61 mg Tafamidis als freie Säure entspricht einer Dosis von 80 mg Tafamidis-Meglumin, während umgekehrt eine Kapsel mit 20 mg Tafamidis-Meglumin einer Dosis von 12,2 mg Tafamidis als freie Säure entspricht. Zudem unterscheiden sich Tafamidis als freie Säure und Tafamidis-Meglumin in Bezug auf ihre pharmakokinetischen Eigenschaften. Tafamidis als freie Säure wird in einigen Ländern unter dem Handelsnamen Vyndamax vermarktet, beispielsweise in den USA. Hingegen werden in der EU Tafamidis als freie Säure und Tafamidis-Meglumin unter dem gleichen Handelsnamen Vyndaqel vermarktet.
Bei Patienten mit Herzinsuffizienz oder Kardiomyopathie, bei denen ein Verdacht auf ATTR-CM besteht, muss vor Beginn einer Behandlung mit Tafamidis die Diagnose der ATTR-CM bestätigt und eine AL-Amyloidose (primäre Amyloidose) ausgeschlossen worden sein.

### Art und Dauer der Anwendung
Die empfohlene Dosierung entspricht einer Kapsel zum Schlucken einmal täglich. Dies gilt in der jeweiligen Indikation sowohl für Tafamidis als freie Säure (61 mg) als auch für Tafamidis-Meglumin (20 mg).
Die Kapseln müssen im Ganzen geschluckt werden und dürfen nicht zerdrückt oder durchgeschnitten werden. Tafamidis kann mit oder ohne Nahrung eingenommen werden.
Die Behandlung einer ATTR-CM mit Tafamidis sollte so früh wie möglich im Verlauf der Erkrankung begonnen werden, solange eine Verzögerung des Krankheitsfortschritts noch einen deutlichen Nutzen erbringt. Bei einer bereits weiter fortgeschrittenen Amyloid-bedingten Herzschädigung, z. B. bei Herzinsuffizienz der NYHA-Klasse III, liegt die Entscheidung über die Einleitung oder Fortsetzung einer Therapie mit Tafamidis im ärztlichen Ermessen.

### Gegenanzeigen
Eine Gegenanzeige für die Behandlung besteht bei Überempfindlichkeit gegen den Wirkstoff oder einen der sonstigen Bestandteile des Arzneimittels.

### Wechselwirkungen mit anderen Medikamenten
Tafamidis hemmt den Efflux-Transporter BCRP (Breast Cancer Resistance Protein) und könnte mit dessen Substraten interagieren, z. B. Methotrexat, Rosuvastatin und Imatinib. Darüber hinaus hemmt Tafamidis die Aufnahmetransporter OAT1 und OAT3 (organische Anionen-Transporter), jedoch wird basierend auf In-vitro-Daten nicht davon ausgegangen, dass diese Hemmung zu klinisch signifikanten Wechselwirkungen führt. Tafamidis scheint keinen Einfluss auf Cytochrom P450 3A4 (CYP3A4) zu haben. Zur Wirkung anderer Arzneimittel auf Tafamidis wurden keine Wechselwirkungsstudien durchgeführt.
Tafamidis kann die Serumkonzentrationen des Gesamt-Thyroxins verringern, ohne dass gleichzeitig Veränderungen des freien Thyroxins (T4) oder des Thyreotropins (TSH) auftreten. Dies ist wahrscheinlich das Ergebnis einer reduzierten Bindung von Thyroxin an oder dessen Verdrängung von Transthyretin (TTR) aufgrund der hohen Bindungsaffinität von Tafamidis an den TTR-Thyroxin-Rezeptor. Es gibt keine Hinweise auf eine Schilddrüsenfunktionsstörung.

### Anwendung während Schwangerschaft und Stillzeit
Frauen im gebärfähigen Alter müssen während der Behandlung mit Tafamidis sowie für einen Monat nach Behandlungsende eine wirksame Verhütung anwenden.
Bisher liegen keine Erfahrungen mit der Anwendung von Tafamidis bei Schwangeren vor. Tierexperimentelle Studien haben eine Entwicklungstoxizität gezeigt. Die Anwendung von Tafamidis während der Schwangerschaft und bei Frauen im gebärfähigen Alter, die nicht verhüten, wird nicht empfohlen.
Tafamidis soll während der Stillzeit nicht angewendet werden, da es voraussichtlich in die Milch übergeht und da ein Risiko für das Kind nicht ausgeschlossen werden kann.
In nicht klinischen Studien wurde keine Beeinträchtigung der Fertilität beobachtet.

### Besondere Patientengruppen

#### Ältere Patienten
Bei älteren Patienten (≥ 65 Jahre) ist keine Dosisanpassung erforderlich.

#### Eingeschränkte Leber- und Nierenfunktion
Bei Patienten mit eingeschränkter Nierenfunktion oder leichter bis mäßiger Einschränkung der Leberfunktion ist keine Dosisanpassung erforderlich. Es liegen begrenzte Daten zu Patienten mit starker Einschränkung der Nierenfunktion (Kreatinin-Clearance ≤ 30 ml/min) vor. Tafamidis wurde nicht an Patienten mit schwerer Beeinträchtigung der Leberfunktion untersucht, sodass bei diesen Patienten Vorsicht geboten ist.

#### Kinder und Jugendliche
Es gibt keinen relevanten Nutzen von Tafamidis bei Kindern und Jugendlichen, da die Krankheit typischerweise erst im Erwachsenenalter ausbricht.

#### Patienten nach Organtransplantation
Im Rahmen der Standardtherapie der ATTR kann eine Organtransplantation notwendig sein. Dies kann eine Lebertransplantation sein, da Transthyretin in der Leber produziert wird, oder bei Patienten mit ATTR-CM eine Herztransplantation, wenn eine akute Herzinsuffizienz („Herzversagen“) droht. Nach einer Lebertransplantation (ATTR-PN) bzw. Organtransplantation (ATTR-CM) sollte Tafamidis abgesetzt werden.

### Unerwünschte Wirkungen

#### Tafamidis-Meglumin (20mg) bei ATTR-PN
Nebenwirkungen von Tafamidis-Meglumin (20 mg) bei Patienten mit ATTR-PN sind allgemein leicht bis mittelschwer ausgeprägt. Sehr häufig, d. h. bei mindestens einem von zehn Patienten, wurden folgende Nebenwirkungen beobachtet: Harnwegsinfekte, Vaginalinfekte, Diarrhoe oder Oberbauchschmerzen. Dieses Sicherheitsprofil basiert auf den klinischen Daten von 127 Patienten mit ATTR-PN, die im Rahmen klinischer Studien über durchschnittlich 538 Tage einmal täglich Tafamidis-Meglumin (20 mg) erhielten.

#### Tafamidis (61mg) bei ATTR-CM
Unerwünschte Ereignisse traten bei Behandlung mit Tafamidis und bei Placebo in einer klinischen Studie etwa vergleichbar häufig auf. Ein ursächlicher Zusammenhang zwischen der Behandlung mit Tafamidis und dem Auftreten unerwünschter Ereignisse wurde nicht festgestellt. Dieses Sicherheitsprofil basiert auf den klinischen Daten von 176 Patienten mit ATTR-CM, die im Rahmen einer klinischen Studie über durchschnittlich 30 Monate einmal täglich Tafamidis-Meglumin (80 mg, Gabe als 4 × 20 mg) erhielten, was einer Dosis von 61 mg Tafamidis als freie Säure entspricht.

## Pharmakologische Eigenschaften

### Wirkungsmechanismus

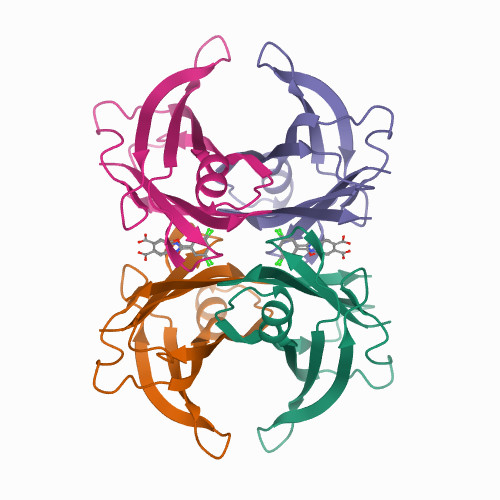
Ein Tetramer aus vier TTR-Proteinen (farbig) wird durch zwei Tafamidis-Moleküle (mittig) stabilisiert

Tafamidis ist ein pharmakologisches Chaperon, das als selektiver Stabilisator des Transthyretins (TTR) wirkt. Tafamidis bindet die Thyroxin-Bindungsstellen des TTR und stabilisiert dadurch das TTR-Tetramer. Dies verlangsamt dessen Spaltung in Monomere und dadurch die Entstehung von Amyloiden, deren Ablagerungen im Gewebe die Ursache für die krankheitsbedingten Folgeschäden wie Neuropathie und Herzschädigung ist. Das Voranschreiten der Krankheit wird dadurch verlangsamt.
Tafamidis stabilisiert sowohl das Wildtyp-TTR-Tetramer als auch die Tetramere von 14 TTR-Varianten einschließlich V30M (Val30Met), F64S, Y69H, I84S, L111M und V122I.

### Aufnahme und Verteilung im Körper

#### Resorption
Der maximale Plasmaspiegel (Cmax) wird innerhalb von 4 Stunden nach der Einnahme erreicht. Die gleichzeitige Einnahme einer fett-, kohlenhydrat- und daher energiereichen Mahlzeit ändert die Geschwindigkeit, nicht aber das Ausmaß der Resorption. Tafamidis kann daher mit oder ohne Nahrung eingenommen werden.

#### Verteilung
Tafamidis wird im Plasma nahezu vollständig an Proteine gebunden. Die Affinität von Tafamidis zu TTR ist höher als zu Albumin und Tafamidis bindet im Plasma bevorzugt an TTR.

#### Biotransformation und Elimination
Präklinische Daten weisen darauf hin, dass Tafamidis über Glucuronidierung metabolisiert und über die Galle ausgeschieden wird. Etwa 59 % der eingenommenen Gesamtdosis wurden im Stuhl und etwa 22 % im Urin nachgewiesen. Die mittlere biologische Halbwertszeit liegt bei ca. 49 Stunden.

## Frühe Nutzenbewertung
In Deutschland müssen seit 2011 neu zugelassene Medikamente mit neuen Wirkstoffen gemäß § 35a SGB V einer „frühen Nutzenbewertung“ durch den Gemeinsamen Bundesausschuss (G-BA) unterzogen werden, wenn der pharmazeutische Hersteller einen höheren Verkaufspreis als nur den Festbetrag erzielen möchte. Nur wenn ein Zusatznutzen besteht, kann der Arzneimittelhersteller mit dem Spitzenverband der gesetzlichen Krankenkassen einen Preis aushandeln. Die Dossierbewertungen, auf deren Basis der G-BA seine Beschlüsse fasst, erstellt das Institut für Qualität und Wirtschaftlichkeit im Gesundheitswesen (IQWiG).

### ATTR-PN (2011)
Die erste frühe Nutzenbewertung von Tafamidis erfolgte 2011 für die Behandlung der ATTR mit Polyneuropathie (ATTR-PN). Zu diesem Zeitpunkt war Tafamidis der einzige zugelassene Wirkstoff, der direkt gegen die Krankheitsursache der ATTR-PN gerichtet war. Der Vergleich von Tafamidis erfolgte daher gegenüber Placebo, jeweils zusammen mit einer bestmöglichen unterstützenden Behandlung (Best Supportive Care, BSC). Aufgrund der damaligen Zulassung von Tafamidis als Orphan-Arzneimittel galt dessen medizinischer Zusatznutzen durch die Zulassung als belegt. Gemäß damaligem G-BA-Beschluss wurde der Zusatznutzen von Tafamidis gegenüber Placebo als gering eingestuft. Als tragenden Grund für diesen Beschluss nannte der G-BA den geringen Effekt von Tafamidis auf die neurologische Beeinträchtigung in der Zulassungsstudie Fx-005, deren Ergebnisse der Bewertung zugrunde lagen.

### ATTR-PN (2021)
Im Jahr 2021 erfolgte eine erneute frühe Nutzenbewertung von Tafamidis für die Behandlung der ATTR-PN. Grund dafür war die Überschreitung einer Umsatzgrenze von 50 Millionen Euro Jahresumsatz in Deutschland entsprechend § 35a Abs. 1 Satz 12 SGB V. Der Vergleich erfolgte nun gegenüber Patisiran, einem weiteren direkt gegen die Krankheitsursache der ATTR-PN gerichteten Wirkstoff, der 2018 zugelassen wurde. Gemäß G-BA-Beschluss ist für Tafamidis gegenüber Patisiran als Vergleichstherapie ein Zusatznutzen nicht belegt. Der ursprüngliche Beschluss des G-BA zum Zusatznutzen aus dem Jahr 2012 wurde damit aufgehoben.

### ATTR-CM (2020)
Auch für die Behandlung der ATTR mit Kardiomyopathie (ATTR-CM) wurde Tafamidis einer frühen Nutzenbewertung unterzogen. Das erste entsprechende Verfahren erfolgte 2020. Da Tafamidis zu diesem Zeitpunkt der einzige zugelassene Wirkstoff in dieser Indikation war (Patisiran ist zugelassen zur Behandlung der ATTR-PN, nicht jedoch der ATTR-CM; Stand März 2022), erfolgte die Bewertung von Tafamidis im Vergleich zu Placebo, jeweils zusammen mit Best Supportive Care. Grundlage der Bewertung waren die Ergebnisse der Zulassungsstudie ATTR-ACT. Aufgrund der damaligen Zulassung von Tafamidis als Orphan-Arzneimittel galt dessen medizinischer Zusatznutzen durch die Zulassung als belegt. Gemäß damaligem G-BA-Beschluss wurde das Ausmaß des Zusatznutzens gegenüber Placebo als beträchtlich eingestuft. Als tragende Gründe für diesen Beschluss nannte der G-BA eine geringere Mortalität sowie Verbesserungen von Gesundheitszustand, Lebensqualität und weiteren Endpunkten bei Behandlung mit Tafamidis.

### ATTR-CM (2021)
Ebenso wie für die Behandlung der ATTR-PN erfolgte auch für die Behandlung der ATTR-CM mit Tafamidis im Jahr 2021 eine erneute frühe Nutzenbewertung aufgrund Überschreitung der Umsatzgrenze von 50 Millionen Euro. Als Datengrundlage diente erneut die Zulassungsstudie ATTR-ACT, Vergleichstherapie war weiterhin Placebo zusammen mit Best Supportive Care. Gemäß G-BA-Beschluss wurde für Tafamidis gegenüber Placebo ein Anhaltspunkt für einen beträchtlichen Zusatznutzen gegenüber Placebo festgestellt. Das Ausmaß des festgestellten Zusatznutzens entspricht damit dem vorherigen Beschluss.

## Sonstige Informationen

### Chemische und pharmazeutische Informationen
Präklinische Daten lassen keine besonderen Gefahren für den Menschen erkennen.

### Geschichtliches
Grundlage für die Entwicklung von Tafamidis war unter anderem eine Beobachtung an einigen portugiesischen Patienten mit ATTR-PN, die unerwartet milde Symptome zeigten. Eine molekulargenetische Untersuchung dieser Patienten zeigte neben der für die Erkrankung ursächlichen Mutation des TTR-Gens, welche den Aminosäurenaustausch V30M zur Folge hat, eine zweite Mutation auf dem zweiten TTR-Allel, welche den Austausch T119M zur Folge hat.  Die so entstehenden Heterotetramere aus TTR-V30M und TTR-T119M sind stabiler als Tetramere aus TTR-V30M und Wildtyp-TTR, wodurch sich weniger TTR-Monomere und somit weniger TTR-Amyloidplaques bilden.
Diese Beobachtung diente als Ansatzpunkt für ein strukturbasiertes Wirkstoffdesign zur Entwicklung eines Medikaments, das die Bindungsaffinität der TTR-Monomere erhöht und somit die Wahrscheinlichkeit für deren Dissoziation verringert. Ein Wirkstoffscreening von entsprechenden Benzoxazol-Verbindungen im Labor von Jeffery Kelly, dessen Ergebnisse im Jahr 2003 veröffentlicht wurden, zeigte Tafamidis als vielversprechenden Kandidaten. Zur Weiterentwicklung und Vermarktung von Tafamidis als Medikament gründete Kelly zusammen mit Susan Lindquist die Firma FoldRx, die im Jahr 2010 von Pfizer übernommen wurde.
Die Marktzulassung von Tafamidis zur Behandlung der ATTR-PN erfolgte in der EU im Jahr 2011 auf Grundlage der Studien Fx-005, Fx-006 und Fx1A-201. In den USA wurde Tafamidis zur Behandlung der ATTR-PN bislang nicht zugelassen. Die zuständige Zulassungsbehörde FDA begründete ihre entsprechende Entscheidung im Jahr 2012 damit, dass die Zulassungsstudie Fx-005 ihre primären Endpunkte verfehlt hatte und dass weitere Daten zur Wirksamkeit von Tafamidis bei ATTR-PN benötigt werden. Die Marktzulassung von Tafamidis zur Behandlung der ATTR-CM erfolgte in den USA im Jahr 2019 und in der EU im Jahr 2020 auf Grundlage der Studie ATTR-ACT.

### Studien

#### Fx-005
In der Studie Fx-005 (B3461020) wurde die Sicherheit und Wirksamkeit von Tafamidis bei ATTR-PN im Vergleich zu Placebo untersucht. Es handelte sich um eine 18-monatige, multizentrische, randomisierte, doppelblinde, placebokontrollierte Phase-III-Studie. Eine Behandlung mit Tafamidis-Meglumin (20 mg) wurde im Vergleich zu Placebo bei insgesamt 128 Patienten mit ATTR-PN und V30M-Mutation des TTR-Gens untersucht, die sich vorwiegend im Stadium 1 der Erkrankung befanden. Primäre Endpunkte waren der NIS-LL-Score als Maß für die neurologische Funktion der Beine, ermittelt anhand ärztlicher neurologischer Untersuchung, sowie der NORFOLK-QOL-DN-Score als Maß für die Lebensqualität, ermittelt anhand eines vom Patienten ausgefüllten Fragebogens. Weitere Endpunkte waren ein zusammengesetzter Score zur Funktion großer und kleiner Nervenfasern sowie eine Beurteilung des Ernährungszustandes.
Nach Ende der 18-monatigen Studiendauer zeigten sich in der Intention-to-treat-Analyse keine signifikanten Unterschiede zwischen den Behandlungsgruppen in Bezug auf die primären Endpunkte. Da im Verlauf der Studie in beiden Behandlungsarmen mehr Patienten als erwartet vorzeitig ausgeschieden waren, mehrheitlich um sich einer Lebertransplantation zur Behandlung ihrer ATTR zu unterziehen, wurden in einer Per-Protokoll-Analyse nur die Daten derjenigen 87 Patienten berücksichtigt, die die Studie protokollgemäß abgeschlossen hatten. In dieser Analyse zeigte sich ein statistisch signifikanter Vorteil für Tafamidis in Bezug auf die primären Endpunkte NIS-LL- und NORFOLK-QOL-DN-Score sowie in Bezug auf die meisten sekundären Endpunkte.
Die Zulassung von Tafamidis in der EU zur Behandlung der ATTR-PN erfolgte auf Grundlage der Studie Fx-005 als Schlüsselstudie, unterstützt durch die Studien Fx-006 und Fx1A-201. Hingegen wurde Tafamidis in den USA zur Behandlung der ATTR-PN bislang nicht zugelassen. Aus Sicht der zuständigen Zulassungsbehörde FDA waren die Ergebnisse der Studie Fx-005 unzureichend für einen Nachweis der Wirksamkeit von Tafamidis bei ATTR-PN, da die Studie ihre primären Endpunkte verfehlt hatte.

#### Fx-006
Fx-006 (B3461021) war eine 12-monatige, unverblindete Verlängerungsstudie zu Fx-005. An der Studie nahmen 86 Patienten mit ATTR-PN und V30M-Mutation teil, die zuvor im Rahmen der Studie Fx-005 entweder Tafamidis oder Placebo erhalten hatten. In der Verlängerungsstudie erhielten nun alle Patienten Tafamidis, auch diejenigen, die zuvor Placebo erhalten hatten.
Nach Wechsel von Placebo zu Tafamidis verlangsamte sich das Voranschreiten der Krankheit. Bei Patienten, die bereits zuvor Tafamidis erhalten hatten, wurde diesbezüglich keine signifikante Veränderung festgestellt. Ebenso wurden keine neuen Nebenwirkungen beobachtet.

#### Fx1A-201
In der Studie Fx1A-201 (B3461022) wurde Tafamidis bei ATTR-PN ohne V30M-Mutation untersucht. Es handelte sich um eine 12-monatige, multizentrische, einarmige, unverblindete Phase-II-Studie. Teilnehmer waren 21 Patienten mit insgesamt acht verschiedenen TTR-Mutationen.
Der primäre Endpunkt, eine Stabilisierung von TTR nach sechs Wochen, wurde bei allen bis auf einen Patienten erreicht. Nach sechs und zwölf Monaten wurde bei allen Patienten eine TTR-Stabilisierung erreicht. Darüber hinaus wurden als explorative Endpunkte unter anderem die neurologische Funktion der Beine (NIS-Score) und die Lebensqualität (NORFOLK-QOL-DN-Score) untersucht. Nach zwölf Monaten wurden teilweise eine Verschlechterung der neurologischen Funktion und ein Erhalt der Lebensqualität beobachtet. Die Verträglichkeit der Behandlung wurde von den Autoren als gut beschrieben.

#### Fx1A-303
Fx1A-303 (B3461023) war eine weitere, langfristig angelegte Verlängerungsstudie zu Tafamidis bei ATTR-PN. Es handelte sich um eine bis zu 10-jährige, multizentrische, einarmige, unverblindete Phase-III-Studie. Teilnehmen konnten Patienten mit ATTR-PN, die zuvor bereits an der Studie Fx-006 (Patienten mit V30M-Mutation) oder Fx1A-201 (Patienten ohne V30M-Mutation) teilgenommen hatten. Primäre Endpunkte waren neben neurologischer Funktion der Beine (NIS-Score) und Lebensqualität (NORFOLK-QOL-DN-Score) auch die Fähigkeit zu Aktivität, Selbstversorgung und Selbstbestimmung (Karnofsky-Index) sowie die Gehfähigkeit. Die Studie wurde im August 2020 abgeschlossen. Die abschließende Veröffentlichung der Studienergebnisse zu den primären Endpunkten steht mit Stand Juni 2021 noch aus.

#### Fx1B-201
In der Studie Fx1B-201 (B3461025) wurde die TTR-Stabilisierung durch Tafamidis bei ATTR-CM im Vergleich zu Placebo untersucht. Es handelte sich um eine 12-monatige, multizentrische, einarmige, unverblindete Phase-II-Studie. Eine Behandlung mit Tafamidis-Meglumin (20 mg) wurde bei insgesamt 35 Patienten mit ATTR-CM untersucht, davon 31 mit Wildtyp-TTR und 4 mit der TTR-Mutation V122I. Die Patienten waren mindestens 40 Jahre alte Männer oder postmenopausale Frauen. Primärer Endpunkt war die Stabilisierung von TTR nach 6 Wochen, sekundärer Endpunkt nach 6 und 12 Wochen. Darüber hinaus wurden kardiovaskuläre Endpunkte untersucht.
Von den Patienten mit Wildtyp-TTR erreichten 97 % den primären und 89 % den sekundären Endpunkt. Von den Patienten mit der TTR-Mutation V122I erreichten alle den primären und 75 % den sekundären Endpunkt. Bei etwa der Hälfte der Patienten mit Wildtyp-TTR kam es innerhalb von 12 Monaten zu einer Progression der Erkrankung nach Definition der Studie.

#### ATTR-ACT
In der Studie ATTR-ACT (B3461028) wurde die Sicherheit und Wirksamkeit von Tafamidis bei ATTR-CM im Vergleich zu Placebo untersucht. Es handelte sich um eine 30-monatige, multizentrische, randomisierte, doppelblinde, placebokontrollierte Phase-III-Studie. Eine Behandlung mit Tafamidis wurde im Vergleich zu Placebo bei insgesamt 441 Patienten im Alter von 18–90 Jahren mit ATTR-CM (Wildtyp-TTR oder TTR-Mutation) untersucht. Die Patienten wurden randomisiert im Verhältnis 2:1:2 einer Behandlung mit 80 mg Tafamidis-Meglumin, 20 mg Tafamidis-Meglumin oder Placebo zugeordnet. Primäre Endpunkte waren Gesamtmortalität und kardiovaskulär bedingte Hospitalisierungen, wobei die Gesamtmortalität als wichtigerer Endpunkt angesehen wurde. Sekundäre Endpunkte waren unter anderem Gehfähigkeit und Gesundheitszustand.
Die Behandlung mit Tafamidis reduzierte die Gesamtmortalität und die Häufigkeit kardiovaskulär bedingter Hospitalisierungen signifikant um jeweils etwa 30 % gegenüber Placebo. Gehfähigkeit und Gesundheitszustand blieben unter Tafamidis signifikant besser erhalten als unter Placebo. Die Häufigkeit und Art unerwünschter Ereignisse war unter Tafamidis und unter Placebo ähnlich.
Die Studie ATTR-ACT war eine Schlüsselstudie, auf Grundlage von deren Ergebnissen die Zulassung von Tafamidis zur Behandlung von ATTR-CM in der EU und in den USA erfolgte.